# Our Steady Boy
「Our Steady Boy」（アワー・ステディ・ボーイ）は、ゆいかおりの1枚目のシングル。2010年5月12日にスターチャイルドから発売された。
前年に「恋のオーバーテイク」でインディーズデビューしたゆいかおりのメジャーデビュー作品である。

## 概要
PVが収録されたDVDが同梱されている。初回製造分には全4種の中から1枚がランダムで封入された生写真が収められている。
表題曲「Our Steady Boy」は、テレビアニメ『kiss×sis』のエンディングテーマとして使用され、ゆいかおりが同一の男性に恋してしまい、仲良くしたり啀み合ったりする内容となっている。
カップリングは、やまとなでしこの1stシングル『もうひとりの私』のカバー曲となっている。

## 収録曲
1. Our Steady Boy [3:59]
作詞：大森祥子、作曲・編曲：植木瑞基 in 俊龍
2. もうひとりの私 [4:07]
作詞：只野菜摘、作曲・編曲：太田美知彦
3. Our Steady Boy（off vocal ver.）
4. もうひとりの私（off vocal ver.）

## 収録アルバム
| 曲名           | アルバム  | 発売日        |
| -------------- | --------- | ------------- |
| Our Steady Boy | 『Puppy』 | 2011年9月21日 |
| Our Steady Boy | 『Y&K』   | 2017年6月21日 |

## テレビ番組
今作がメジャーデビューである、ゆいかおりを特集したテレビ番組『音楽特集 ゆいかおり』が2010年5月16日にエンタ!371にて放送された。